# Любошеви
Любошеви (пол. Luboszewy) — село в Польщі, у гміні Любохня Томашовського повіту Лодзинського воєводства.
Населення — 643 особи (2011).
У 1975-1998 роках село належало до Пйотрковського воєводства.

## Демографія
Демографічна структура станом на 31 березня 2011 року:
|          | Загалом | Допрацездатний вік | Працездатний вік | Постпрацездатний вік |
| -------- | ------- | ------------------ | ---------------- | -------------------- |
| Чоловіки | 307     | 68                 | 204              | 35                   |
| Жінки    | 336     | 70                 | 195              | 71                   |
| Разом    | 643     | 138                | 399              | 106                  |